# مفتون الدنبلي
مفتون الدنبلي (بالفارسیة: عبدالرزاق‌بیگ دنبلی) (نحو 1176 - 1234 هـ) هو أديب وشاعر فارسي.

## ترجمته
هو عبد الرزاق بيك بن نجف قلي خان بيگر بيگى الخوئي التبريزي الدنبلي، المعروف بمفتون. ولد في خوي وانتقل إلى شيراز وعاصر السلطان كريم خان الزند وفتح علي شاه القاجار.

## آثاره
من آثاره:
| - «حدائق الأدباء». - «نگارستان دا را». - «رياض الجنة». - «مختار نامه». - «مآثر سلطانية». - «حدائق الجنان». - «بصيرت نامه». - «تجربة الأحرار». | - «ديوان شعر». - «ناز ونياز»، مثنوية. - «همايون نامه»، مثنوية. - «سليم وسلمى»، مثنوية. - «جامع خاقاني». - «روضة الآداب». - «حقايق الأنوار». |